# Estación de Alcázar de San Juan
Estación de Alcázar de San Juan vasútállomás Spanyolországban, Alcázar de San Juan településen.

## Vasútvonalak
Az állomást az alábbi vasútvonalak érintik:
- Madrid-Valencia-vasútvonal
- Alcázar de San Juan–Cádiz-vasútvonal

## Kapcsolódó állomások
A vasútállomáshoz az alábbi állomások vannak a legközelebb:
- Estación de Campo de Criptana